# Polysphincta asiatica
Polysphincta asiatica är en stekelart som beskrevs av Kusigemati 1985. Polysphincta asiatica ingår i släktet Polysphincta och familjen brokparasitsteklar. Inga underarter finns listade i Catalogue of Life.